# دلار برمودا
دلار برمودا (به انگلیسی: BMD) یکای پول مجموعه جزایر برمودا است. هر دلار برمودا از صد سنت تشکیل شده‌است.

## کشورهای دیگر که دلار یکای پول آن‌ها است
| نام کشور               | یکای پول "دلار"        |
| ---------------------- | ---------------------- |
| استرالیا               | دلار استرالیا          |
| آنتیگوآ و باربودا      | دلار کارائیب شرقی      |
| اکوادور                | دلار آمریکا            |
| ایالات متحده آمریکا    | دلار آمریکا            |
| باربادوس               | دلار باربادوس          |
| برمودا                 | دلار برمودا            |
| بلیز                   | دلار بلیز              |
| پورتوریکو              | دلار آمریکا            |
| ترینیداد و توباگو      | دلار ترینیداد و توباگو |
| تیمور شرقی             | دلار آمریکا            |
| جامائیکا               | دلار جامائیکا          |
| دومینیکا               | دلار کارائیب شرقی      |
| نیوزیلند               | دلار زلاندنو           |
| زیمبابوه               | دلار زیمبابوه          |
| سنت کیتس و نویس        | دلار کارائیب شرقی      |
| سنت لوسیا              | دلار کارائیب شرقی      |
| سنت وینسنت و گرنادین‌ها | دلار کارائیب شرقی      |
| سنگاپور                | دلار سنگاپور           |
| فیجی                   | دلار فیجی              |
| کانادا                 | دلار کانادا            |
| کیریباتی               | دلار استرالیا          |
| گرنادا                 | دلار کارائیب شرقی      |
| گویان                  | دلار گویان             |
| لیبریا                 | دلار لیبریا            |
| نامیبیا                | دلار نامیبیا           |
| هنگ کنگ                | دلار هنگ کنگ           |